# Neoplan
Neoplan Bus GmbH es un fabricante alemán de buses y trolebuses. La compañía ahora es subsidiaria de NEOMAN Bus GmbH, la cual es parte de MAN AG. La compañía es conocida por sus diseños futuristas. Oficialmente Neoplan significa Neues Personenbeförderungsfahrzeug o Neuer Plan ("Nuevo Vehículo de Pasajeros" o "Nuevo Plan").

## Productos

### Actuales

#### Buses interurbanos

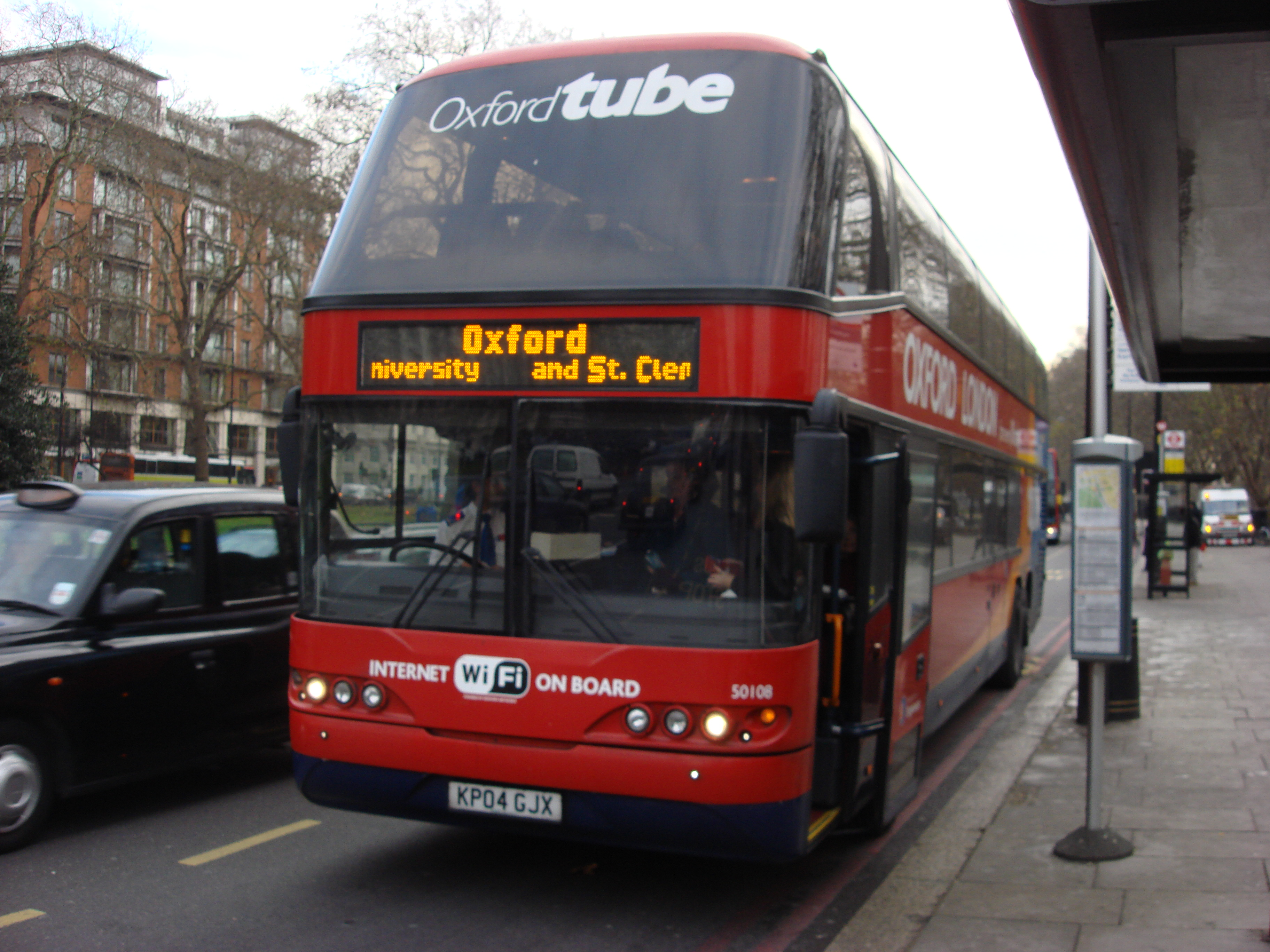
Un antiguo modelo de Skyliner.

- Cityliner
- Skyliner
- Starliner
- Tourliner
- Jetliner
- Trendliner

#### Buses urbanos
- Centroliner
- Electroliner (trolebús)
- Airliner

### Antiguos

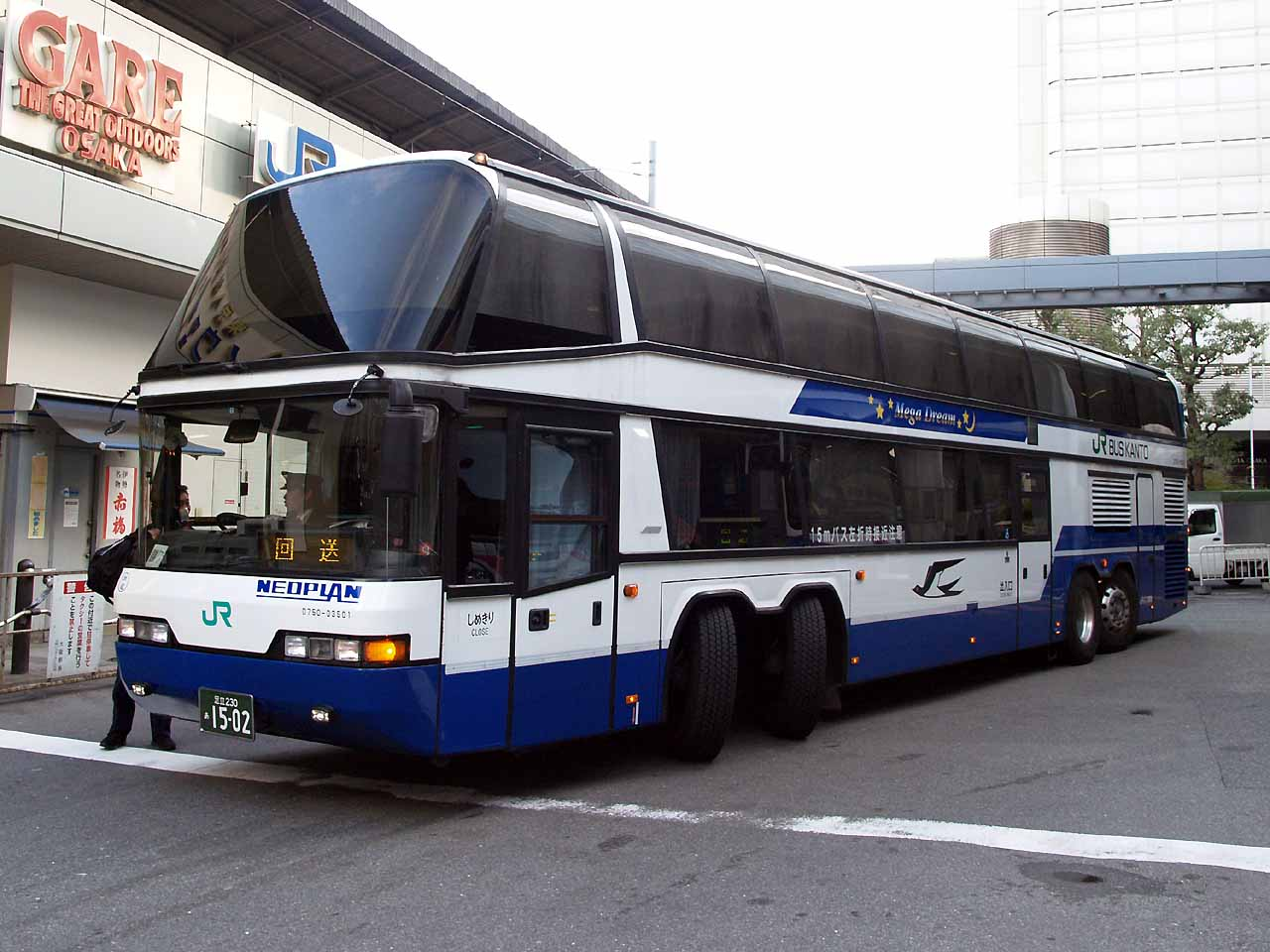
Megaliner.

- Hamburg
- Megaliner
- Jumbocruiser
- Jetliner I
- Spaceliner
- Metroliner
- Transliner
- Euroliner
- Megashuttle
- Apron